# Ghislaine Fallu
Pour les articles homonymes, voir Fallu.
Ghislaine Fallu, née à Montréal au Québec en 1954, est une designer graphique et directrice artistique basée à Montréal active depuis 1973.

## Le design graphique au Québec: 1960–1970
Durant la période précédant les années 1950, le design graphique au Québec est demeuré à petite échelle et sans influence tangible. À partir des années 1950, l’arrivée de quelques jeunes designers européens tels que  Ernst Roch, Vittorio Fiorucci, Fritz Gottschalk et Rolf Harder a amené une certaine dynamique dans le milieu graphique, poussant l’émergence du style international au Québec. Or, c’est essentiellement l’effervescence entourant l’Exposition universelle de 1967 et les Jeux olympiques de 1976 qui a propulsé le design graphique québécois au rang de discipline. Alors que certains organismes gouvernementaux comme l’Office national du film et la Société Radio-Canada ont encouragé les projets graphiques durant la même période, l’engouement pour le design au Québec provient particulièrement de la vitrine internationale offerte aux designers lors de ces deux événements internationaux.
Cette dynamisation du milieu s’est fait parallèlement à l’émergence de nouveaux centres de formation : les cégeps et l’Université du Québec à Montréal. À partir de 1969, des nouveaux programmes de design graphique ont donc été inaugurés au Cégep du Vieux Montréal et à l’UQAM ainsi qu’au Cégep Ahuntsic l’année suivante. Cette professionnalisation du domaine graphique au Québec a permis une maturation du design graphique québécois. De ce fait, en 1972–1974, la Société des designers graphiques du Québec (SDGQ) a été créée ainsi que le concours Graphisme Québec de 1984 à 1992.

## Biographie

### Formation et début de carrière
Née à Montréal en 1954, Ghislaine Fallu complète ses études en Communication graphique en 1973 au Collège Ahuntsic. Elle joint donc le programme à son ouverture en 1970. Elle fait donc partie de la toute première génération de designers graphiques québécois formée dans des écoles spécialisées et est grandement influencée par le style international et l’effervescence des années 1970. À la suite de l’obtention de son diplôme, elle poursuit une formation typographique d’un an à l’École des arts décoratifs de Genève. Elle entame ensuite sa carrière professionnelle au Studio de design d’Hydro-Québec, ainsi qu’à Télé-Québec.
Entre 1980 et 1981, elle travaille sur des bandes dessinées accompagnant le courrier des lectrices du magazine Châtelaine avec la scénariste Francine Ferrand. Elle dessine six bandes dessinées avant que le magazine féminin n’arrête le projet.

### Fondation de TAM-TAM et enseignement
Les années 1980 annoncent un certain ralentissement pour le design graphique au Québec. Malgré tout, en 1986, après quelques années de direction artistique au sein du groupe publicitaire BCP, Ghislaine Fallu cofonde, avec l’aide de Steve Spazuk et Pierre Laramée, l’agence TAM-TAM, spécialisée dans la création publicitaire. 
Tam-Tam sera une boutique de création dont le succès inspirera l’émergence d’autres petites agences. L’ouverture de Tam-Tam se fait au temps où le design graphique est surtout développé à l’École de Design de l’Université du Québec à Montréal, où un langage graphique renouvelé et moderne émerge. Pendant plus de 15 ans, Ghislaine Fallu y donne les cours de publicité intitulés « Publicité inventive » et « Création pub ». Parallèlement à son enseignement, elle poursuit son travail chez Tam-Tam et le commerce chez Zen, Le pouvoir des fleurs, dont elle devient propriétaire en 1994. Les liens entre Tam-Tam et Zen sont étroits, Zen étant l’un de leurs fournisseurs. 
En 1997, l’agence torontoise TBAW/Chiat/Day achète des parts importantes de TAM-TAM afin d’avoir un partenaire représentant bien la réalité québécoise. Cette vente propulse donc TAM-TAM au rang des géants de la communication et de la publicité. En 2015, l’agence publicitaire TAM-TAM/TBWA emploie une trentaine de personnes et offre notamment les services suivants : la création publicitaire, la planification stratégique, la planification et les achats médias, les solutions interactives, le design et la production d’imprimés, de solutions web et électroniques, le marketing direct ainsi que la promotion et la gestion de marques. L’agence accumule au fil des années un bon nombre de clients prestigieux[non neutre] dont Apple, Dos Equis, Gatorade, HydroSolution, Michelin, La grande Guignolée, etc. En 1994, elle quitte Tam-Tam pour devenir fleuriste en acquérant la boutique Zen. Ses bouquets, ses étalages et ses vitrines attirent tous les regards. Puis, en 2002, elle vend  l'entreprise à Manon Trépanier et Vincent Brochu.

### Implication après Tam-Tam
En 2003, Ghislaine Fallu retourne dans le domaine de la publicité en prenant part au projet « Carré de Sable » en tant que directrice du programme : une initiative de Cossette ayant pour objectif de former de meilleurs concepteurs au sein de la relève en publicité. En 2005, elle siège au jury du concours Grafika, en tant que directrice de l’école de formation Carré de Sable. Instauré en 1997, ce prestigieux concours récompense les créations graphiques québécoises afin d’établir des standards et des valeurs à l’industrie. 
Tam-Tam, cofondé par Ghislaine Fallu, a fait d’ailleurs partie des gagnants de l’édition 2002. En 2008, Ghislaine Fallu est honorée pour son travail dans la soirée « 13 gourous et moi, 3e édition » organisée par la Société des designers graphiques du Québec, créée afin d’encourager un échange entre les différentes générations de designers graphiques. Ghislaine Fallu travaille à ce jour comme directrice artistique indépendante.